# 鶴澤清志郎
鶴澤 清志郎（つるさわ せいしろう、1974年4月1日 - ）は、人形浄瑠璃文楽座、義太夫節三味線方。公益財団法人 文楽協会契約技芸員。
重要無形文化財総合認定保持者。本名：沢柳春彦。

## 来歴
長野県飯田市出身。15歳から3年間、地元の人形浄瑠璃の一座「今田人形座」に所属し、1992年、文楽研修生に。
1994年、人間国宝の鶴澤清治に入門。

## 芸歴
- 平成 4(1992)年 4月 国立劇場文楽第15期研修生となる。
- 平成 6(1994)年 4月 鶴澤清治（つるさわ せいじ）に入門。
  - 鶴澤清志郎（つるさわ せいしろう）と名乗る。
- 平成 6(1994)年 6月 国立文楽劇場で初舞台。

## 受賞歴
- 平成11(1999)年 7月 平成10年度因協会奨励賞
- 平成14(2002)年 1月 第30回（平成13年）文楽協会賞
- 平成15(2003)年 1月 第31回（平成14年）文楽協会賞
- 平成16(2004)年 1月 第32回（平成15年）文楽協会賞
- 平成16(2004)年 1月 第23回（平成15年）国立劇場文楽賞文楽奨励賞
- 平成16(2004)年 3月 平成15年度大阪舞台芸術新人賞
- 平成16(2004)年 9月 平成15年度因協会奨励賞
- 平成17(2005)年 4月 第24回（平成16年度）国立劇場文楽賞文楽奨励賞
- 平成17(2005)年 4月 第33回（平成16年）文楽協会賞
- 平成25(2013)年 9月 平成25年度大阪文化祭賞グランプリ
- 平成27(2015)年 2月 平成26年度咲くやこの花賞（演劇・舞踊部門）[2]